# Tosacantha
Tosacantha là một chi bướm đêm thuộc họ Erebidae.